# سادهیر نایک
سادهیر نایک (انگلیسی: Sudhir Naik؛ زادهٔ ۲۱ فوریهٔ ۱۹۴۵) بازیکن کریکت اهل هند است.
از باشگاه‌هایی که در آن بازی کرده‌است می‌توان به تیم ملی هند اشاره کرد.